# Duister schaduwplatvoetje
Het duister schaduwplatvoetje (Platycheirus aurolateralis) is een vliegensoort uit de familie van de zweefvliegen (Syrphidae). De wetenschappelijke naam van de soort is voor het eerst geldig gepubliceerd in 2002 door Stubbs.